# Michael Behe
Michael Behe, född 18 januari 1952 i Altoona, Pennsylvania, USA, är en amerikansk biokemist och förespråkare av intelligent design. Behe är professor i biokemi på Lehigh University i Pennsylvania, och senior fellow vid Discovery Institutes Center for Science and Culture i Seattle.
Behe är en av evolutionslärans mest kända kritiker och har i sin bok Darwin's Black Box myntat begreppet "irreducibel komplexitet": idén att en del biokemiska system är för komplexa för att ha kunnat uppstå genom evolutionära mekanismer. 

## Kritik
Behe har kritiserats av ett stort antal forskare och vetenskapliga organisationer, som anser att intelligent design och teorin om irreducibel komplexitet är pseudovetenskap.  Även hans eget universitet har tagit avstånd från hans idéer, och betraktar dem som ovetenskapliga.